# Elena Pavlovna de Württemberg
Marea Ducesă Elena Pavlovna a Rusiei (9 ianuarie 1807 – 2 februarie 1873) a fost soția Marelui Duce Mihail Pavlovici al Rusiei, fiul cel mic al Țarului Pavel I al Rusiei și a Sophie Dorothea de Württemberg.

## Primii ani
S-a născut Prințesa Friederike Charlotte Marie de Württemberg, cea mai mare fiică a Prințului Paul de Württemberg și a Prințesei Charlotte de Saxa-Hildburghausen. Deoarece tatăl său era în relații conflictuale cu fratele lui, părinții s-au stabilit la Paris, unde tânăra prințesă Charlotte a crescut în condiții modeste în pensiunea familiei și unde s-a împrietenit cu fiicele generalului Walter, o rudă a celebrului naturalist francez, baronul Georges Cuvier. Lungile plimbări prin grădina botanică cu naturalistul au dezvoltat în mica prințesă curiozitate. La întoarcerea în Germania, Charlotte de Wurtemberg a continuat corespondența cu Georges Cuvier.

## Mare Ducesă a Rusiei

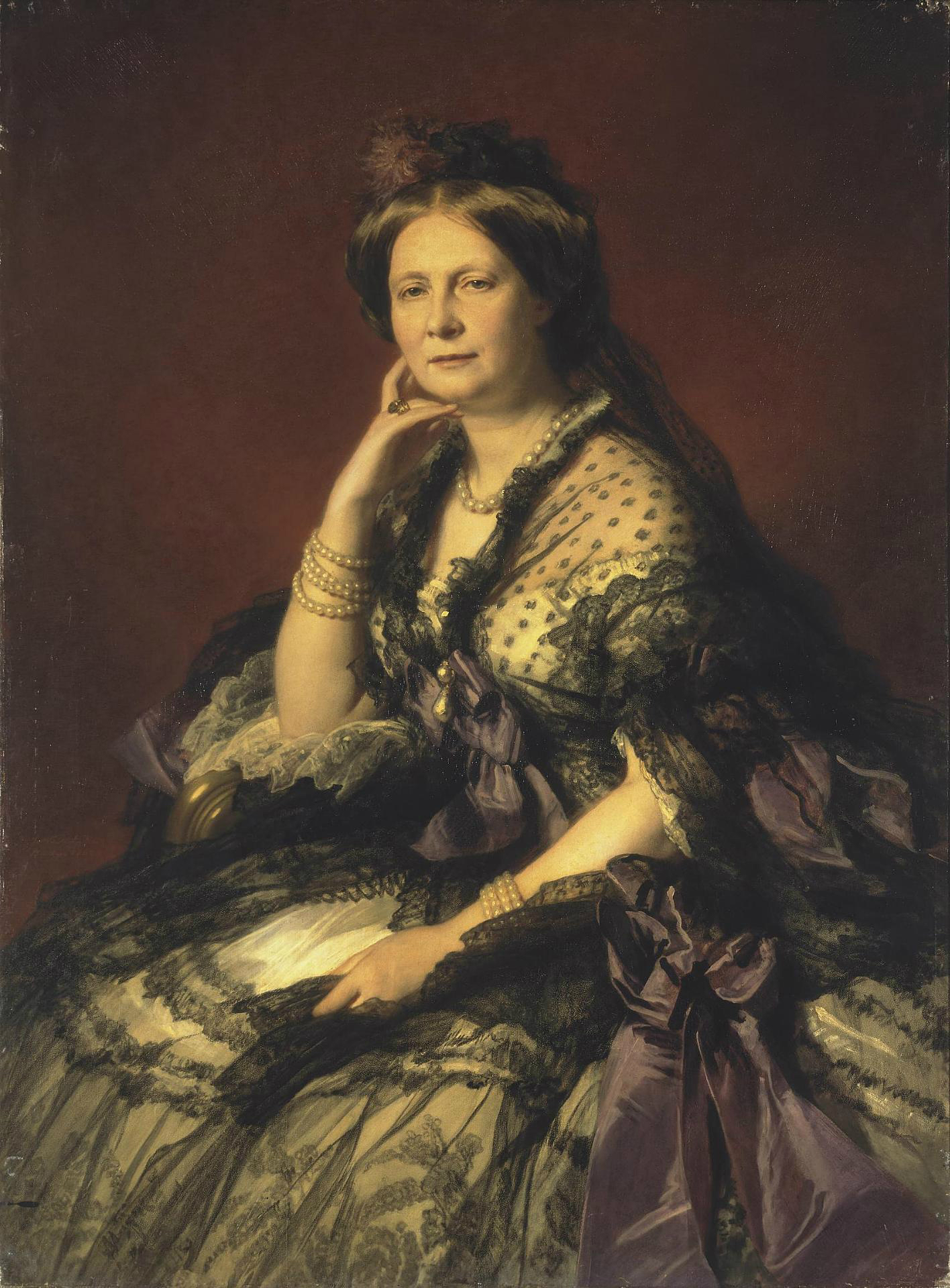
Marea Ducesă Elena Pavlovna, 1862

În 1822 s-a logodit cu vărul său Marele Duce Mihail Pavlovici al Rusiei, fiul cel mic al Țarului Pavel I al Rusiei (asasinat în 1801) și fratele Țarului Nicolae I al Rusiei. Charlotte era o fată foarte inteligentă și matură pentru cei 15 ani ai ei. Mihail a fost impresionat de frumusețea ei; în timpul unei recepții date în onoarea ei, a fermecat întreaga asistență prin conversații plăcute. În 1823 a trecut la ortodoxism și a ales numele de Elena Pavlovna.
La 20 februarie 1824, la vârsta de 17 ani, la Sankt Petersburg, s-a căsătorit cu Marele Duce Mihail și s-au stabilit la Palatul Mihailovski. Când împărăteasa mamă Maria Feodorovna a murit în 1828, Pavlovsk a fost moștenit de Mihail iar el și Elena îl vizitau adeseori. Mariajul lor nu a fost unul fericit: Mihail avea pasiune doar pentru arme și o neglija pe Elena. Elena și Mihail Pavlovici au avut șase fiice:
- Marea Ducesă Maria Mihailovna a Rusiei (9 martie 1825, Moscova – 19 noiembrie 1846, Viena); a murit celibatară
- Marea Ducesă Elisabeta Mihailovna a Rusiei (26 mai 1826, Moscova – 28 ianuarie 1845, Wiesbaden); căsătorită cu Adolf, Mare Duce de Luxemburg; a murit la naștere
- Marea Ducesă Ecaterina Mihailovna a Rusiei (28 august 1827, Sankt Petersburg – 12 mai 1894, Sankt Petersburg), căsătorită cu Ducele Georg August de Mecklenburg-Strelitz
- Marea Ducesă Alexandra Mihailovna a Rusiei (28 January 1831, Moscova – 27 martie 1832, Moscova)
- Marea Ducesă Anna Mihailovna a Rusiei (27 octombrie 1834, Moscova – 22 martie 1836, Sankt Petersburg)

Elena a fost prietenă apropiată cu cumantul ei, Alexandru I al Rusiei, și cu soția acestuia, împărăteasa Elisabeta Alexeievna. De asemenea, ea s-a împrietenit rapid cu timida Maria Alexandrovna, soția Țareviciului Alexandru. Când soțul Prințesei Charlotte a murit în 1849, ea a devenit patroana câtorva organizații caritabile și de artă. A fondat la Conservatorul din Sankt Petersburg un grup de asistente medicale care, în cele din urmă, vor forma Crucea Roșie din Rusia.
A murit la vârsta de 66 de ani, la Stuttgart.